# 陳君樸
陳君樸（1897年—？）字兆彬，广东省新会县人，中华民国政治人物。

## 生平
1922年春，北京大学的九个学生发起成立民治主义同志会。这九人是王汝（后改名王昆仑）、傅汝霖、钟汝中（后改名钟天心）、陈兆彬（后改名陈君朴）、邹德高（明初）、陈铭德、谭克敏、袁世斌、姜绍谟。他们先行创办周刊《民生》。他们标榜“民治主义”，即“德莫克拉西”。1922年冬，北京学生发起“驱彭运动”，驱逐教育部长彭允彝，北京学联决定派四位代表赴上海运动各界响应。王昆仑为四位代表之一，在办理完公务后，由谢持（时任孙中山的秘书长）介绍，再次拜见孙中山，表示民治主义同志会同仁愿加入中国国民党。当即经谢持、张继为介绍人填具志愿书，经孙中山同意，民治主义同志会集体加入中国国民党。由此，傅汝霖成了中国国民党党员。民治主义同志会在北京常同中国社会主义青年团斗争，《民生》周刊持右翼立场。
后来，民治主义同志会负责人傅汝霖被指定为中国国民党第一次全国代表大会代表，1924年1月参加大会。1924年1月，当选中国国民党第一届候补中央执行委员。1925年，傅汝霖出席了西山会议。1925年11月，任西山会议派第一届候补中央执行委员。1925年11月23日，派为京沪粤执行部委员。1926年4月，当选为西山会议派第二届中央执行委员。民治主义同志会也为西山会议进行宣传。直到后来国民革命军北伐，民治主义同志会的《民生》周刊停刊。此后民治主义同志会部分人员投靠孙科，如钟汝中（后更名钟天心，后来任孙科的秘书长及国民政府水利部部长）、陈兆彬（后更名陈君朴）。
后来，陳君樸曾任铁道部财务司司长。1933年1月12日，被任命为立法院立法委员。